# Görzig
Görzig este o comună din landul Saxonia-Anhalt, Germania.